# Victor Landegren (jurist)
Victor Napoleon Mauritz Landegren, född 27 mars 1823 i Södertälje, död 2 oktober 1875 i Stockholm, var en svensk jurist. Han var bror till Carl Erik August Landegren.
Landegren, var son till borgmästaren i Södertälje stad, sedermera häradshövdingen i Västra och Östra Göinge häraders domsaga August Landegren. Han blev student vid Lunds universitet 1838, avlade kameralexamen 1845, juridisk examen 1847 och blev vice häradshövding 1850. Han blev advokatfiskal i Skånska hovrätten 1858 och var borgmästare i Helsingborgs stad 1864–1867. Han beviljades avsked från denna befattning efter att ha försatts i konkurs, något som påstods ha föranletts av att han levt på ett "slösaktigt och lättfärdigt sätt".  Han var därefter bosatt i huvudstaden och beskrevs vid sin död som en av Stockholms mest anlitade sakförare.